# Everólimus

El everólimus es un fármaco inmunosupresor utilizado para el rechazo de trasplantes.
Utilizado por laboratorios Novartis con el nombre de Zortress (Estados Unidos) y Certican (Europa) en el tratamiento de terapia de trasplantes. El medicamento Afinitor (que utiliza dosis mayores que Zortres y Certican) se utiliza en tratamiento de cáncer de riñón, usualmente en estado avanzado.
Además, el everólimus es el componente activo de Afinitor, por eso éste medicamento recibe muchas veces ambos nombres. El nombre químico es 40-O-(2-hidroxietil)-sirolimus, la fórmula química es C53H83NO14 y su peso molecular es 958.2.
El everólimus se comercializa en forma de tabletas o pastillas, aunque originalmente es una sustancia polvoreada con un color blanco-amarillento que es insoluble en agua pero soluble en solventes orgánicos.

## Mecanismo de acción
Actúa como un inhibidor de la señal de la proliferación que actúa modificando las señales fisiológicas que modulan el crecimiento y la proliferación celular al inhibir la acción de las células T y las células del músculo liso. Tiene el mismo mecanismo de acción que el Sirolimus.
Concretamente, es un inhibidor del complejo mTORC1(diana de rapamicina en células de mamífero), una serina-treonina kinasa que juega un papel central en la regulación del crecimiento, proliferación y supervivencia celular. La acción del complejo mTORC1 se encuentra modulada por distintos mitógenos, factores de crecimiento y por la disponibilidad de nutrientes. Además, mTORC1 es un regulador de la síntesis proteica global cuya activación depende de la vía de señalización de PI3K/AKT (Fosfoinositol 3-quinasa), que se encuentra desregulada en la mayoría de los cánceres humanos.
TSC1 y TSC2 (genes de los complejos de la esclerosis tuberosa 1 y 2) actúan como supersores de tumores y regulan la señalización de mTORC1. Así, la pérdida o inactivación de cualquiera de estos dos genes da lugar al incremento de la expresión de rheb-GTP (una GTPasa de la familia ras), que interacciona de manera directa con mTORC1 causando su activación. La esclerosis tuberosa es un desorden genético que se caracteriza por la presencia de mutaciones inactivantes en TSC1 y/o TSC2 dando lugar a la formación de hamartomas en diferentes partes del cuerpo. Debido a su gran importancia en la señalización de mTORC1 los genes TSC son objeto de estudio.

## Propiedades farmacológicas
El everólimus ejerce su función a través de la interacción con gran afinidad con el receptor de naturaleza proteica FKBP12. Así, el complejo formado por el everólimus y este receptor se une de manera directa a mTORC1, inhibiendo su señalización. Como consecuencia, se altera la traducción de ciertos mRNAS que codifican para proteínas importantes en la regulación del ciclo celular, en la glicólisis y en la adaptación a la hipoxia. Así, se inhibe el crecimiento del tumor y la expresión de factores inducibles a causa de la hipoxia que conllevan a procesos angiogénicos. Por tanto, el everólimus es un inhibidor del crecimiento y la proliferación de células tumorales, endoteliales, fibroblastos y células del músculo liso asociadas a la pared vascular.

### Absorción
Al administrar pastillas de 5-70mg Afinitor a pacientes con tumores sólidos avanzados, se observa un pico de concentración de everólimus en sangre a las 1-2 horas en condiciones de ayuno o habiendo comido un alimento sin grasa. La concentración máxima es proporcional a una dosis diaria de 5-10 mg.

### Distribución
La proporción sangre/plasma del everólimus es dependiente de la concentración en el rango de 5-5000ng/ml y es de 17-73%. La cantidad de everólimus que se encuentra en el plasma de pacientes de cáncer a los que se ha administrado 10mg/día de Afinitor es, aproximadamente, del 20%.

### Metabolismo
El everólimus es un substrato de CYP3A4 y de la glicoproteína-P. Se han encontrado seis metabolitos de everólimus en la sangre humana y en animales que muestran menos actividad que el propio everólimus. Por tanto, se considera que la sustancia parental (everólimus) es la que contribuye a la mayoría de la actividad farmacológica del medicamento.

### Eliminación
Aunque no se han hecho estudios de excreción en pacientes de cáncer, existen datos sobre pacientes a los que se le han administrado everólimus tras un trasplante. Siguiendo la administración de una única dosis de everólimus marcada radioactivamente en conjunto con ciclosporina, se observó que el 80% de la radioactividad se encuentra en las heces y el 5% en la orina.

## Ensayos Clínicos
Se han realizado ensayos clínicos en:
- Cáncer avanzado de mama ER+/PR+: Estudio clínico de fase III BOLERO-2 (CRAD001Y2301). El uso de everólimus para esta condición fue aprobado en julio de 2012.
- Tumores neuroendocrinos avanzados de origen pancreático: Estudio de fase III RADIANT-3 (CRAD001C2324). El uso de everólimus para esta condición fue aprobado en mayo de 2011.
- Tumores neuroendocrinos avanzados de origen no pancreático: Estudio de fase III RADIANT-2 (CRAD001C2325). El uso de everólimus para esta condición fue aprobado en mayo de 2011.
- Carcinoma renal avanzado: Estudio en fase III RECORD-1 (CRAD001C2240). El uso de everólimus para esta condición fue aprobado en marzo de 2009.
- TSC con angiomiolipoma renal: Estudio de fase III EXIST-2 (CRAD001M2302).
- TSC con astrocitoma subependimal de células grandes (SEGA): Estudio de fase III EXIST-1 (CRAD001M2301) y estudio en fase II (CRAD001C2485). El uso de everólimus para esta condición fue aprobado en octubre de 2010.
Además, se ha observado y comprobado que hay una sensibilidad diferente por parte de los pacientes al tratamiento con everólimus dependiendo de su genoma.
En las fases tempranas de la mayoría de los ensayos clínicos que se realizan existe una variabilidad en la respuesta al tratamiento, de manera que muchos pacientes no presentan regresión de la enfermedad o una prolongación de PFS (Progresión Libre de Enfermedad) y se termina por abandonar el tratamiento. Sin embargo, en estos ensayos siempre hay un grupo pequeño o casos individuales en los que el tratamiento si funciona. Por tanto, con la secuenciación del genoma de estos pacientes se pueden determinar las alteraciones somáticas responsables de la respuesta diferencial al tratamiento. Este caso concreto ha sucedido con everólimus (Afinitor) en un ensayo clínico de fase II en pacientes con cáncer de vejiga metastásico (NCT00805129). Así, solo 1 paciente de los 45 presentes en el ensayo mostró una respuesta positiva y completa de más de 2 años, con regresión de la metástasis. En este estudio decidieron extraer y secuenciar el DNA de células del tumor primario y el DNA de células sanguíneas (como control) por el método de Illumina HiSeq (Secuenciación del ADN). A continuación, mediante la alineación entre ambos genomas y con genomas de referencia en bases de datos, realizaron un análisis de las mutaciones somáticas puntuales en el DNA tumoral, determinando el contexto genético de la mutación, su efecto en la función proteica así como las translocaciones y la variación en el número de copias de los genes. De las 17.136 mutaciones somáticas que encontraron 140 eran mutaciones no sinónimas. Concretamente, observaron mutaciones en dos genes que se encuentran interaccionando con la vía de señalización de mTORC1 y que habían sido estudiados en modelos pre-clínicos: la deleción de dos pares de bases en TSC1 (cambio en el marco de lectura dando lugar a Glutámico) y la mutación sin sentido en NF2 (codón prematuro dando lugar a Serina). Al secuenciar posteriormente los genes de TSC1 y NF2 de 96 pacientes con un estado avanzado de cáncer de vejiga por el método de Sanger (Secuenciación del ADN) no encontraron mutaciones adicionales en NF2 pero sí encontraron 5 mutaciones adicionales en TSC1. Por tanto, quisieron comprobar si TSC1 podía ser un factor predictivo en la respuesta a everólimus. Así, se realizó la secuenciación de los exones de 200 genes mediante el Test de Captura del Exón Exome Sequencing y observaron que la mutación en TSC1 daba lugar a un aumento en el tiempo de respuesta al fármaco y a un aumento en el tiempo de recurrencia de la enfermedad. Por tanto, se ha determinado que everólimus es más efectivo en aquellos pacientes que presentan mutaciones somáticas en TSC1.

## Precauciones
Precisa receta médica y se administra por vía oral.
Sus nombres comerciales son Certican Votubia y Afinitor en Europa, y Zortress y Afinitor en Norteamérica. En Latinoamérica se comercializa bajo los nombres Certican y Afinitor.

## Indicaciones
Se usa como inmunosupresor en trasplantes de órganos sólidos como riñón, corazón, pulmón y páncreas. También se ha utilizado para tratar tumores neuroendocrinos de páncreas y evitar efectos secundarios en los huesos en el tratamiento del cáncer de mama.